# Космос-60
Космос-60 — аппарат представлял собой автоматическую межпланетную станцию типа «Е-6», сер. № 9, предназначенную для посадки на поверхность Луны. Из-за неисправности 4-й ступени ракеты-носителя, блок «Л», (предположительно из-за отказа системы питания блока управления) станция осталась на орбите Земли и получила обозначение Космос-60. По истечении 5 дней аппарат вошёл в плотные слои атмосферы.

## Научные инструменты
На борту спутника был размещен 16-канальный сцинтиллятор NaI(Tl) размером 40 × 40 мм, окруженный антисовпадательной защитой. Рабочий диапазон инструмента — 0.5-2 МэВ.
Поток фонового излучения, измеренный сцинтиллятором на Космосе-60 составил 1.7 фот/кв.см/сек, что было совместимо с измерениями на аппарате Ranger-3. Спектр событий, зарегистрированный этим инструментом, имел особенности в области 1 МэВ, которые могли быть вызваны взаимодействием с детектором протонов космических лучей, а также частицами, возникшими при неупругих взаимодействиях протонов космических лучей с веществом спутника

## Другие научные эксперименты на спутниках серии Космос
- Космос-208
- Космос-251
- Космос-264
- Космос-428
- Космос-461